# Baccharis malmei
Baccharis malmei là một loài thực vật có hoa trong họ Cúc. Loài này được Joch.Müll. mô tả khoa học đầu tiên năm 2006.